# Didymosphaeria rubicola
Didymosphaeria rubicola är en lavart som beskrevs av Berl. 1886. Didymosphaeria rubicola ingår i släktet Didymosphaeria och familjen Didymosphaeriaceae.   Inga underarter finns listade i Catalogue of Life.